# Tine van der Stroom-van Ewijk
Tine van der Stroom-van Ewijk (8 maart 1942) is een Nederlands oud-burgemeester namens de VVD.
Van 1994 tot 1997 was ze voorzitter van de Organisatie Vrouwen in de VVD. In 1998 was zij VN vrouwenvertegenwoordiger bij de Algemene Vergadering van de Verenigde Naties (AVVN).
Van 1 juni 2001 tot 1 april 2007 was zij burgemeester van Heemstede. Daarmee is zij de tweede vrouw die de ambtsketen van die gemeente droeg. Daarnaast was ze in 2005 waarnemend burgemeester van Bennebroek.
Eerder was zij burgemeester van de gemeente Schermer. Nog eerder was ze gemeenteraadslid en wethouder van de Zuid-Hollandse gemeente Korendijk.
Als haar opvolger werd Marianne Heeremans benoemd, als derde vrouwelijke burgemeester op rij en eerste PvdA-burgemeester in de geschiedenis van Heemstede.
Na aanvankelijk in 2007 met pensioen te zijn gegaan, was zij vanaf september 2008 ruim een half jaar waarnemend burgemeester in de Utrechtse gemeente Bunnik.